# Абаујсанто
Абаујсанто (мађ. Abaújszántó) је историјски град у северној Мађарској, у жупанији Боршод-Абауј-Земплен (Borsod-Abaúj-Zemplén). Удаљен је 40 километара од Мишколца, главног града регије. Припада познатом винском округу Токај-Хеђаља.

## Историја
Абаујсанто је насељен од давнина. Мађари су се населили у области током насељавања ових крајева. Био је то град више од 600 година, центар округа Гонц до 1921. године и највећи град у региону после Кошица. Улична расвета се појавила на његовим улицама Абаујсатоа већ у јануару 1904. године.  Био је седиште округа Гонц до 1921. године, а затим округа Абаујсзанто до 1962. године, али је у деценијама након Тријанонског мировног уговора водећу улогу у региону постепено преузимао оближњи Енч. Статус града је изгубио 1902. године. Био је центар округа Абаујсанто од 1921. до 1962. године.
Многи познати људи су имали везе са Абаујсантом, песник Петар Илошваји Шејмеш је овде радио као учитељ, а Карољ Гашпар, који је преводио Библију на мађарски, живео је у близини, а протестантски пастор из Абаујсзантоа су му помагали у његовом преводилачком раду. У Абаујсанту је рођен и есперантистички песник и преводилац Калман Калочај.
Пре Другог светског рата постојала је велика јеврејска заједница од око 681 Јевреја. Заједницу су уништили нацисти у Холокаусту.
Абаујсанто је поново добио статус града 2004. године.

## Становништво
Развој становништва насеља:
- 2016: 3.021
- 2015: 3.062
- 2014: 3.105
- 2013: 3.130
- 2012: 3.142
- 2011: 3.164
- 2010: 3.123
- 2001: 3.433
- 1990: 3.565[4]
- 1983: 3.647
- 1948: 4.693
- 1940: 4.903
- 1910: 4.698
- 1840: 3.795[5]

## Демографија
На основу података из 2011. године, 94,7% становништва насеља су Мађари, 6,3% Роми, 0,9% Украјинци, 0,5% Немци, 0,1% Румуни и 0,1% других недомаћих националности.
Према подацима пописа из 2011. године, 51,9% становника су римокатолици, 24,6% су реформисани, 7,6% су гркокатолици и 0,5% су евангелисти, док 1,2% припада другој цркви или конфесији. Остали не припадају ниједној цркви или се нису одазвали. Римокатоличке матичне књиге се воде од 1735..